# Viola barroetana
Viola barroetana W.Schaffn. ex Hemsl. – gatunek roślin z rodziny fiołkowatych (Violaceae). Występuje naturalnie w Meksyku. 

## Morfologia
PokrójBylina dorastająca do 9 cm wysokości, tworzy kłącza. Nie posiada łodygi.
LiścieBlaszka liściowa ma sercowaty kształt. Mierzy 1,5–2 cm długości oraz 0,7–1,5 cm szerokości, jest karbowana na brzegu, ma nasadę od ściętej do niemal sercowatej i ostry wierzchołek. Ogonek liściowy jest nagi i ma 45–60 mm długości. Przylistki są strzępiaste.
KwiatyPojedyncze, wyrastające z kątów pędów. Mają działki kielicha o owalnym kształcie. Płatki są odwrotnie jajowate, mają żółtą barwę oraz 3–6 mm długości, płatek przedni jest wyposażony w obłą ostrogę.
OwoceTorebki mierzące 5-6 mm średnicy, o niemal kulistym kształcie.

## Biologia i ekologia
Rośnie w lasach, na łąkach i brzegach cieków wodnych. Występuje na wysokości od 2200 do 2400 m n.p.m.